# 더 라스트쇼걸
"더 라스트쇼걸"(영어: The Last Showgirl)은 2024년 개봉한 미국의 드라마 영화로, 지아 코폴라가 감독을 맡았다.